# Wouter I van Montfaucon
Wouter van Montfaucon (1180 - 2 juni 1212) was een zoon van Amadeus II van Montfaucon, graaf van Montbéliard, en van diens eerste echtgenote Beatrix van Joinville. In 1199 nam deel aan de Vierde Kruistocht en in 1201 sloot hij zich aan bij Wouter II van Brienne. Wouter werd door Amalrik de Lusignan in 1204 aangeduid als connétable van Jeruzalem. In 1205 werd hij aangeduid tot regent van Cyprus voor zijn zwager Hugo van Cyprus. In 1207 ontvluchtte hij het beleg van Antalya om gevolg te geven aan de oproep van Aldobrandino, maar moest vermoedelijk de loop nemen, nadat hij gepoogd had de stad voor zichzelf in te nemen. Na het einde van zijn regentschap in 1210 ontvluchtte hij Cyprus en nam een groot deel van de koninklijke schatkist mede. Hij zocht zijn toevlucht in Akko bij zijn neef Jan van Brienne, die kort voordien gehuwd was met koningin Maria van Jeruzalem. Wouter beklaagde zich nadien bij paus Innocentius III over de wijze waarop Hugo van Cyprus zich tegenover hem gedragen had.
Wouter was gehuwd met:
- Bonna van Scey
- Bourgogne van Lusignan (1180-1205), dochter van Amalrik de Lusignan,

en was de vader van:
- Peter
- Odo († 1247), gehuwd met Eschiva van Bures,
- Eschiva, gehuwd met Gerard van Montaigu († 1129) en met Balian Ibelin, heer van Beiroet.